# جمعية المحافظة على الحياة البرية
جمعية المحافظة على الحياة البرية (WCS) (بالإنجليزية: Wildlife Conservation Society)‏ تأسست عام 1895 باسم جمعية نيويورك لعلم الحيوان (NYZS)، ويقع مقرها في حديقة حيوانات برونكس. وتقع على مساحة مائتين مليون فدان، تقريبا 810000 كيلو متر مربع، من الأماكن البرية حول العالم، مع أكثر من 500 مجالات الحفاظ على الحياة البرية في ستين بلدا، بالإضافة إلى طاقم عمل مكون من مائتين عالما. وأيضا هي تدير خمسة مرافق في مدينة نيويورك: حديقة حيوان برونكس، سنترال بارك، وأكواريوم نيويورك، بروسبكت بارك، وحديقة حيوان كوينز واللائي يستقبلن أكثر من أربعة ملايين زائر سنويا. وتم اعتماد كل مرافق الولايات المتحدة الأمريكية من قبل رابطة حدائق الحيوان وأكواريوم.

## معرض الصور

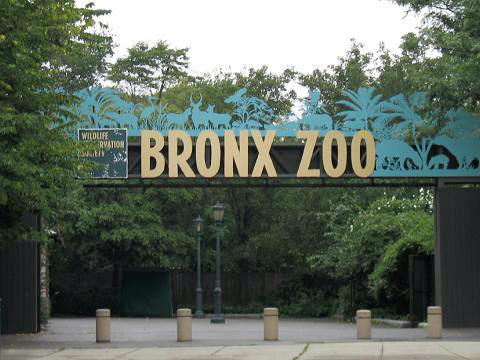
حديقة حيوان برونكس

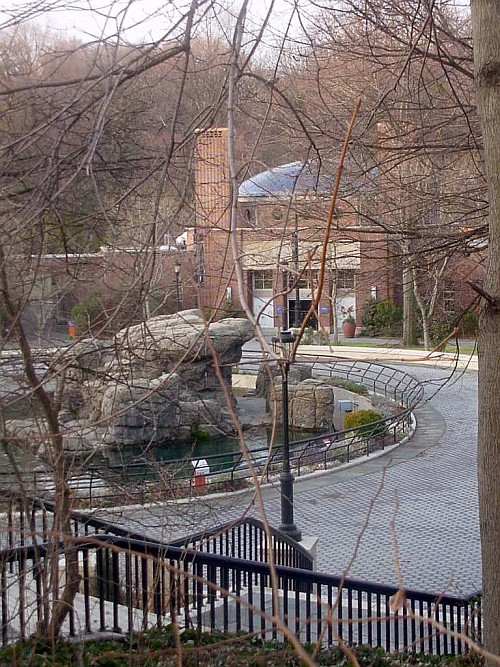
بروسبكت بارك.
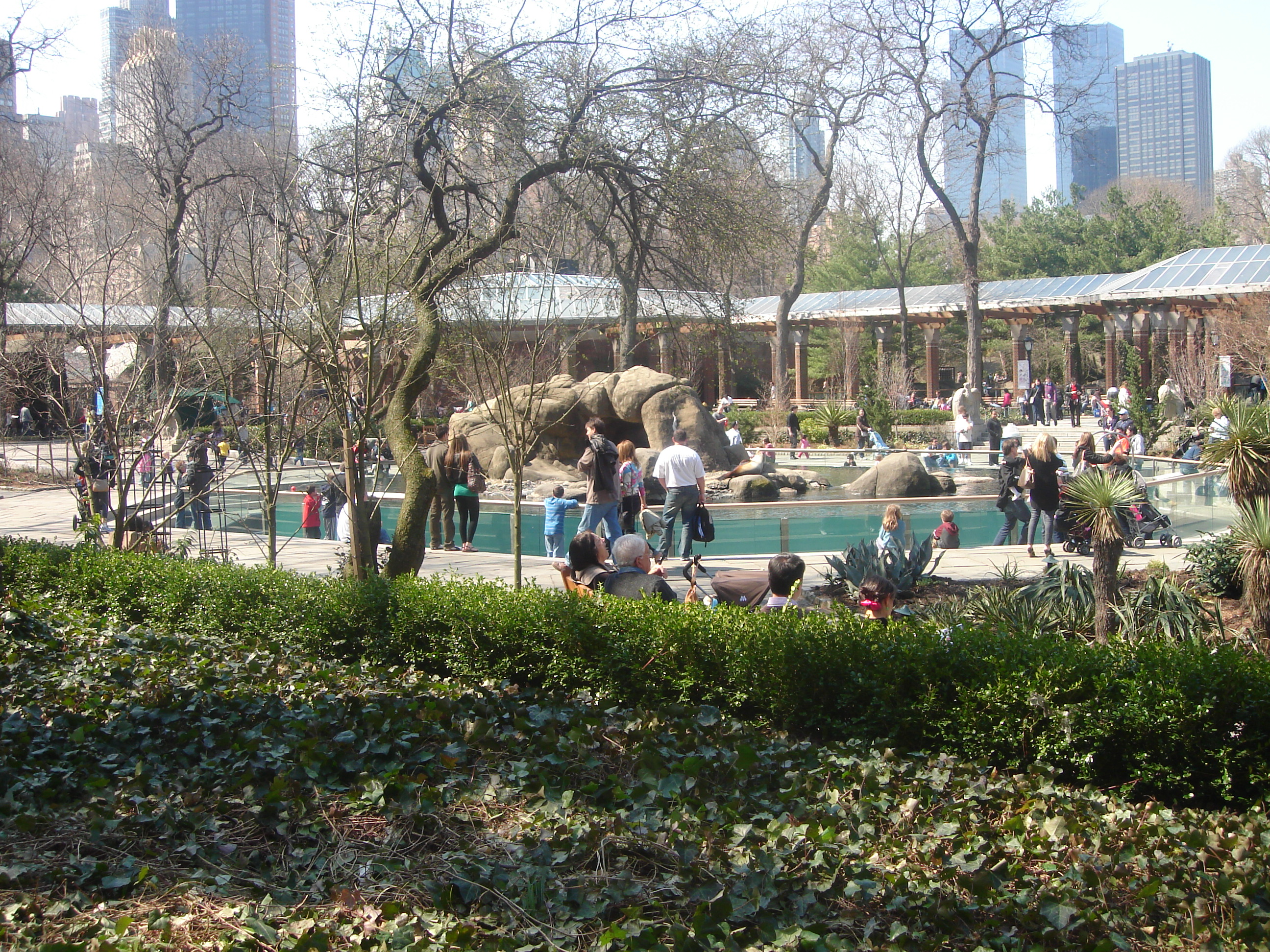
سنترال بارك.
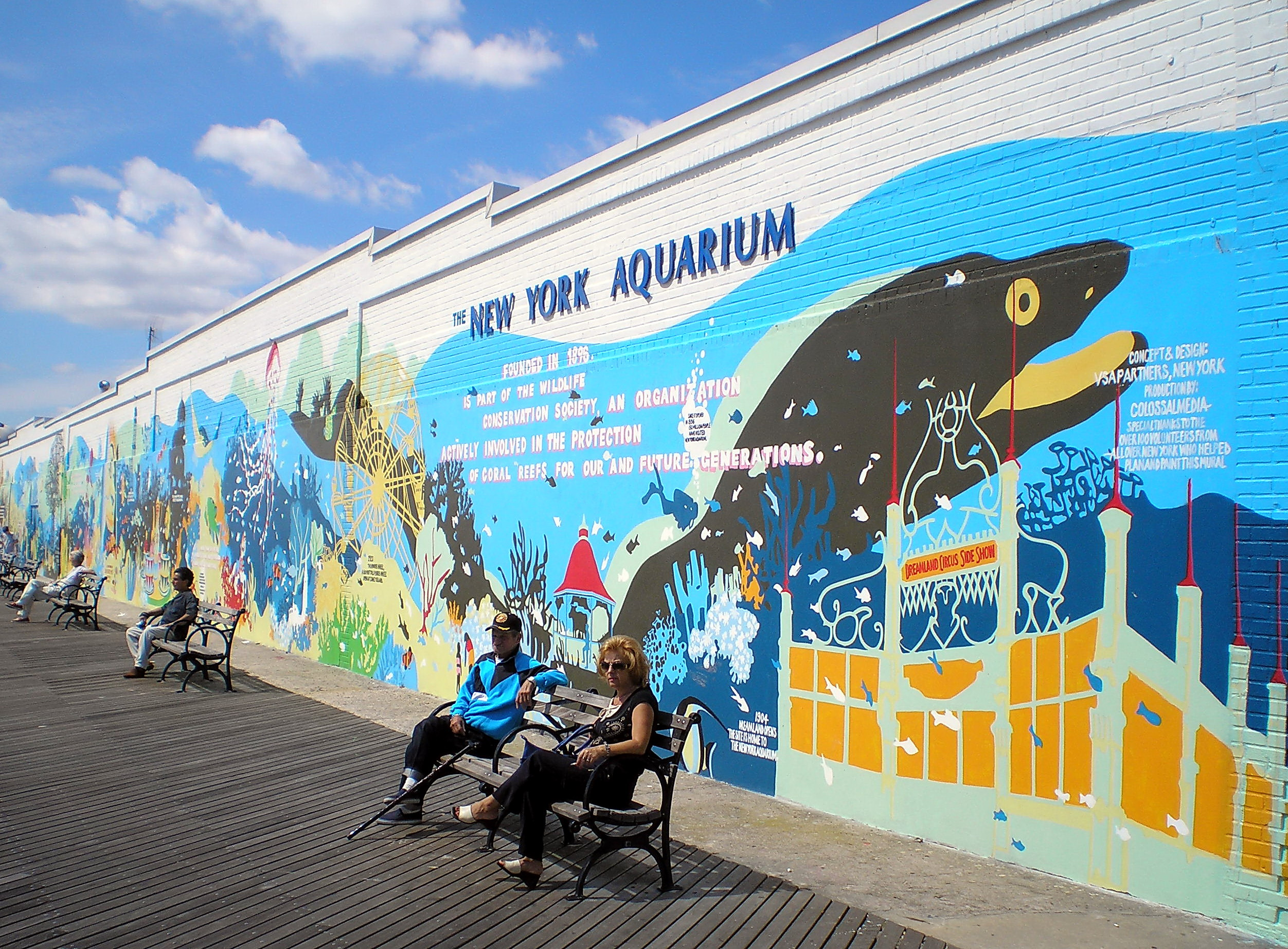
أكواريوم نيويورك.
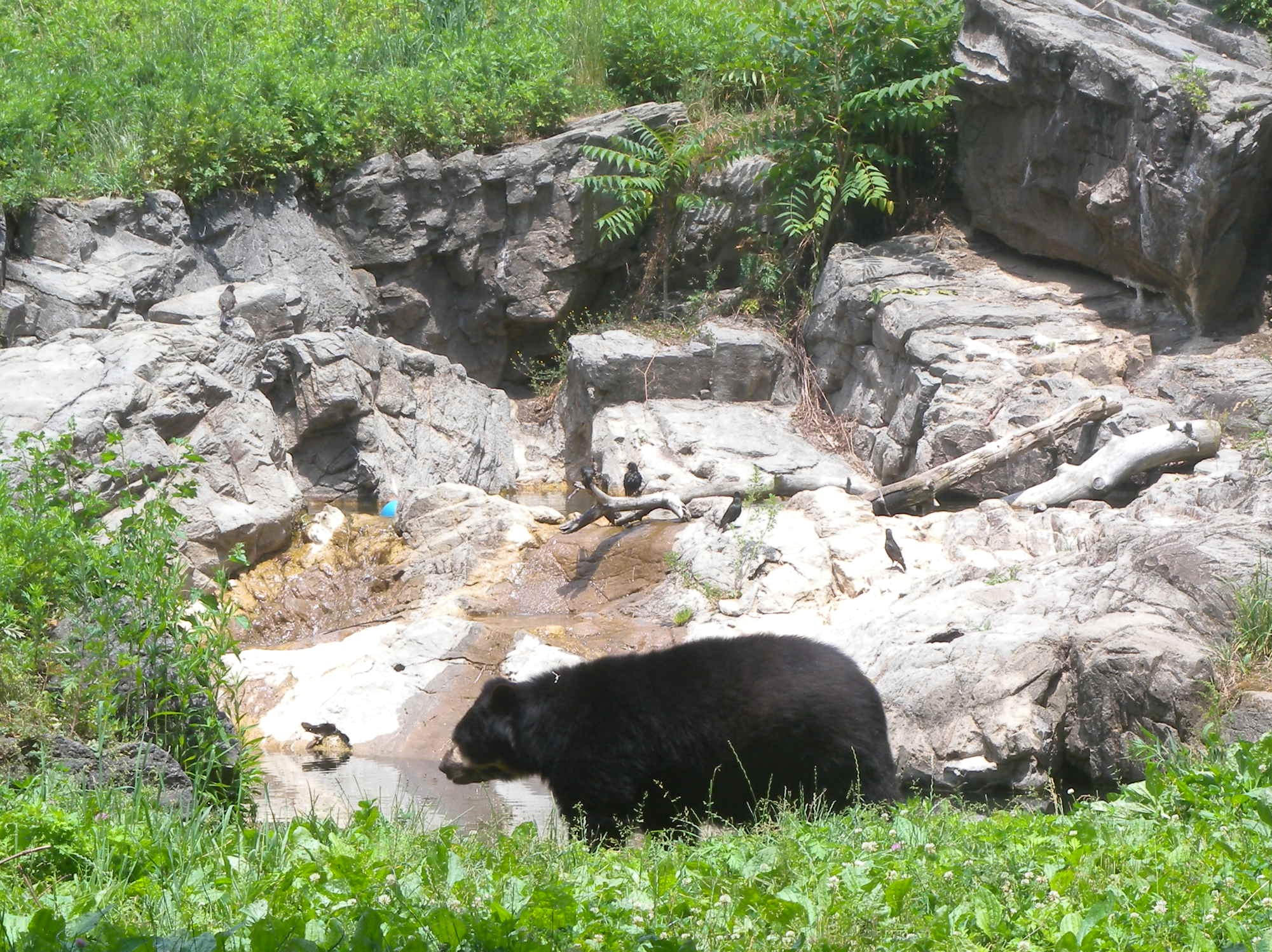
حديقة حيوان كوينز.

## وصلات خارجية
- جمعية المحافظة على الحياة البرية: إنقاذ أنواع الحيوانات البرية الشهيرة ومناطق وجودها